# Judô nos Jogos Olímpicos de Verão de 2016 - Até 70 kg feminino
A competição até 70 kg feminino do judô nos Jogos Olímpicos de Verão de 2016 foi disputada em 10 de agosto na Arena Carioca 2.

## Calendário
| Data                       | Horário | Rodada          |
| -------------------------- | ------- | --------------- |
| Quarta-feira, 10 de agosto | 10h07   | Classificatória |
| Quarta-feira, 10 de agosto | 15h58   | Fase final      |

## Medalhistas
| Ouro   | JPN Haruka Tachimoto                   |
| Prata  | COL Yuri Alvear                        |
| Bronze | GBR Sally Conway GER Laura Vargas Koch |

## Resultados
Os resultados das competições foram estes:

### Finais
|  | Semifinais            | Semifinais            | Semifinais      |                 |                      | Final                | Final | Final |  |
|  |                       |                       |                 |                 |                      |                      |       |       |  |
|  | JPN Haruka Tachimoto  | JPN Haruka Tachimoto  | 010             |                 |                      |                      |       |       |  |
|  | JPN Haruka Tachimoto  | JPN Haruka Tachimoto  | 010             |                 |                      |                      |       |       |  |
|  | GER Laura Vargas Koch | GER Laura Vargas Koch | 000             |                 |                      |                      |       |       |  |
|  | GER Laura Vargas Koch | GER Laura Vargas Koch | 000             |                 | JPN Haruka Tachimoto | JPN Haruka Tachimoto | 100   |       |  |
|  |                       |                       |                 |                 | JPN Haruka Tachimoto | JPN Haruka Tachimoto | 100   |       |  |
|  |                       |                       | COL Yuri Alvear | COL Yuri Alvear | 000                  |                      |       |       |  |
|  | COL Yuri Alvear       | COL Yuri Alvear       | COL Yuri Alvear | COL Yuri Alvear | 000                  | 010                  |       |       |  |
|  | COL Yuri Alvear       | COL Yuri Alvear       |                 |                 |                      |                      |       |       |  |
|  | GBR Sally Conway      | GBR Sally Conway      | 000             |                 |                      |                      |       |       |  |

### Repescagem
|  | Repescagem          | Repescagem          | Repescagem |  |  | Disputa do bronze   | Disputa do bronze   | Disputa do bronze |
|  |                     |                     |            |  |  |                     |                     |                   |
|  | CAN Kelita Zupancic | CAN Kelita Zupancic | 001        |  |  |                     |                     |                   |
|  | AUT Bernadette Graf | AUT Bernadette Graf | 010        |  |  | AUT Bernadette Graf | AUT Bernadette Graf | 000               |
|  |                     |                     |            |  |  | GBR Sally Conway    | GBR Sally Conway    | 001               |
|  |                     |                     |            |  |  |                     |                     |                   |
|  |                     |                     |            |  |  |                     |                     |                   |
|  |                     |                     |            |  |  |                     |                     |                   |
|  |                     |                     |            |  |  |                     |                     |                   |

|  | Repescagem         | Repescagem         | Repescagem |  |  | Disputa do bronze     | Disputa do bronze     | Disputa do bronze |
|  |                    |                    |            |  |  |                       |                       |                   |
|  | ESP María Bernabéu | ESP María Bernabéu | 000        |  |  |                       |                       |                   |
|  | ISR Linda Bolder   | ISR Linda Bolder   | 000        |  |  | ESP María Bernabéu    | ESP María Bernabéu    | 000               |
|  |                    |                    |            |  |  | GER Laura Vargas Koch | GER Laura Vargas Koch | 010               |
|  |                    |                    |            |  |  |                       |                       |                   |
|  |                    |                    |            |  |  |                       |                       |                   |
|  |                    |                    |            |  |  |                       |                       |                   |
|  |                    |                    |            |  |  |                       |                       |                   |

### Classificatórias

#### Seção A
|  | Primeira fase                   | Primeira fase                   | Primeira fase |  |  | Oitavas de final     | Oitavas de final     | Oitavas de final    |     |                      | Quartas de final     | Quartas de final | Quartas de final |
|  |                                 |                                 |               |  |  |                      |                      |                     |     |                      |                      |                  |                  |
|  |                                 |                                 |               |  |  |                      |                      |                     |     |                      |                      |                  |                  |
|  |                                 |                                 |               |  |  | NED Kim Polling      | NED Kim Polling      | 001                 |     |                      |                      |                  |                  |
|  | CHN Zhou Chao                   | CHN Zhou Chao                   | 000           |  |  | JPN Haruka Tachimoto | JPN Haruka Tachimoto | 002                 |     |                      |                      |                  |                  |
|  | JPN Haruka Tachimoto            | JPN Haruka Tachimoto            | 100           |  |  |                      |                      |                     |     | JPN Haruka Tachimoto | JPN Haruka Tachimoto | 010              |                  |
|  |                                 |                                 |               |  |  |                      | CAN Kelita Zupancic  | CAN Kelita Zupancic | 000 |                      |                      |                  |                  |
|  |                                 |                                 |               |  |  | CAN Kelita Zupancic  | CAN Kelita Zupancic  | 000                 |     |                      |                      |                  |                  |
|  | GEO Esther Stam                 | GEO Esther Stam                 | 011           |  |  | GEO Esther Stam      | GEO Esther Stam      | 000                 |     |                      |                      |                  |                  |
|  | MGL Tsend-Ayuushiin Naranjargal | MGL Tsend-Ayuushiin Naranjargal | 000           |  |  |                      |                      |                     |     |                      |                      |                  |                  |
|  |                                 |                                 |               |  |  |                      |                      |                     |     |                      |                      |                  |                  |
|  |                                 |                                 |               |  |  |                      |                      |                     |     |                      |                      |                  |                  |

#### Seção B
|  | Primeira fase          | Primeira fase          | Primeira fase |  |  | Oitavas de final      | Oitavas de final      | Oitavas de final      |     |                     | Quartas de final    | Quartas de final | Quartas de final |
|  |                        |                        |               |  |  |                       |                       |                       |     |                     |                     |                  |                  |
|  |                        |                        |               |  |  |                       |                       |                       |     |                     |                     |                  |                  |
|  |                        |                        |               |  |  | AUT Bernadette Graf   | AUT Bernadette Graf   | 000                   |     |                     |                     |                  |                  |
|  | MAR Assmaa Niang       | MAR Assmaa Niang       | 000           |  |  | BRA Maria Portela     | BRA Maria Portela     | 000                   |     |                     |                     |                  |                  |
|  | BRA Maria Portela      | BRA Maria Portela      | 001           |  |  |                       |                       |                       |     | AUT Bernadette Graf | AUT Bernadette Graf | 000              |                  |
|  |                        |                        |               |  |  |                       | GER Laura Vargas Koch | GER Laura Vargas Koch | 100 |                     |                     |                  |                  |
|  |                        |                        |               |  |  | GER Laura Vargas Koch | GER Laura Vargas Koch | 000                   |     |                     |                     |                  |                  |
|  | VEN Elvismar Rodríguez | VEN Elvismar Rodríguez | 000           |  |  | ANG Antónia Moreira   | ANG Antónia Moreira   | 000                   |     |                     |                     |                  |                  |
|  | ANG Antónia Moreira    | ANG Antónia Moreira    | 100           |  |  |                       |                       |                       |     |                     |                     |                  |                  |
|  |                        |                        |               |  |  |                       |                       |                       |     |                     |                     |                  |                  |
|  |                        |                        |               |  |  |                       |                       |                       |     |                     |                     |                  |                  |

#### Seção C
|  | Primeira fase           | Primeira fase           | Primeira fase |  |  | Oitavas de final   | Oitavas de final   | Oitavas de final   |     |                 | Quartas de final | Quartas de final | Quartas de final |
|  |                         |                         |               |  |  |                    |                    |                    |     |                 |                  |                  |                  |
|  |                         |                         |               |  |  |                    |                    |                    |     |                 |                  |                  |                  |
|  |                         |                         |               |  |  | COL Yuri Alvear    | COL Yuri Alvear    | 000                |     |                 |                  |                  |                  |
|  | CRO Barbara Matić       | CRO Barbara Matić       | 000           |  |  | PUR María Pérez    | PUR María Pérez    | 000                |     |                 |                  |                  |                  |
|  | PUR María Pérez         | PUR María Pérez         | 011           |  |  |                    |                    |                    |     | COL Yuri Alvear | COL Yuri Alvear  | 100              |                  |
|  |                         |                         |               |  |  |                    | ESP María Bernabéu | ESP María Bernabéu | 000 |                 |                  |                  |                  |
|  |                         |                         |               |  |  | ESP María Bernabéu | ESP María Bernabéu | 000                |     |                 |                  |                  |                  |
|  | UZB Gulnoza Matniyazova | UZB Gulnoza Matniyazova | 000           |  |  | POL Katarzyna Kłys | POL Katarzyna Kłys | 000                |     |                 |                  |                  |                  |
|  | POL Katarzyna Kłys      | POL Katarzyna Kłys      | 000           |  |  |                    |                    |                    |     |                 |                  |                  |                  |
|  |                         |                         |               |  |  |                    |                    |                    |     |                 |                  |                  |                  |
|  |                         |                         |               |  |  |                    |                    |                    |     |                 |                  |                  |                  |

#### Seção D
|  | Primeira fase      | Primeira fase      | Primeira fase |  |  | Oitavas de final   | Oitavas de final   | Oitavas de final |     |                  | Quartas de final | Quartas de final | Quartas de final |
|  |                    |                    |               |  |  |                    |                    |                  |     |                  |                  |                  |                  |
|  |                    |                    |               |  |  |                    |                    |                  |     |                  |                  |                  |                  |
|  |                    |                    |               |  |  | FRA Gévrise Émane  | FRA Gévrise Émane  | 001              |     |                  |                  |                  |                  |
|  | GBR Sally Conway   | GBR Sally Conway   | 100           |  |  | GBR Sally Conway   | GBR Sally Conway   | 100              |     |                  |                  |                  |                  |
|  | TUN Houda Miled    | TUN Houda Miled    | 000           |  |  |                    |                    |                  |     | GBR Sally Conway | GBR Sally Conway | 100              |                  |
|  |                    |                    |               |  |  |                    | ISR Linda Bolder   | ISR Linda Bolder | 000 |                  |                  |                  |                  |
|  |                    |                    |               |  |  | KOR Kim Seong-yeon | KOR Kim Seong-yeon | 000              |     |                  |                  |                  |                  |
|  | ROT Yolande Mabika | ROT Yolande Mabika | 000           |  |  | ISR Linda Bolder   | ISR Linda Bolder   | 010              |     |                  |                  |                  |                  |
|  | ISR Linda Bolder   | ISR Linda Bolder   | 110           |  |  |                    |                    |                  |     |                  |                  |                  |                  |
|  |                    |                    |               |  |  |                    |                    |                  |     |                  |                  |                  |                  |
|  |                    |                    |               |  |  |                    |                    |                  |     |                  |                  |                  |                  |